# Eucomis pallidiflora
Eucomis pallidiflora là một loài thực vật có hoa trong họ Măng tây. Loài này được Baker mô tả khoa học đầu tiên năm 1887.

## Hình ảnh

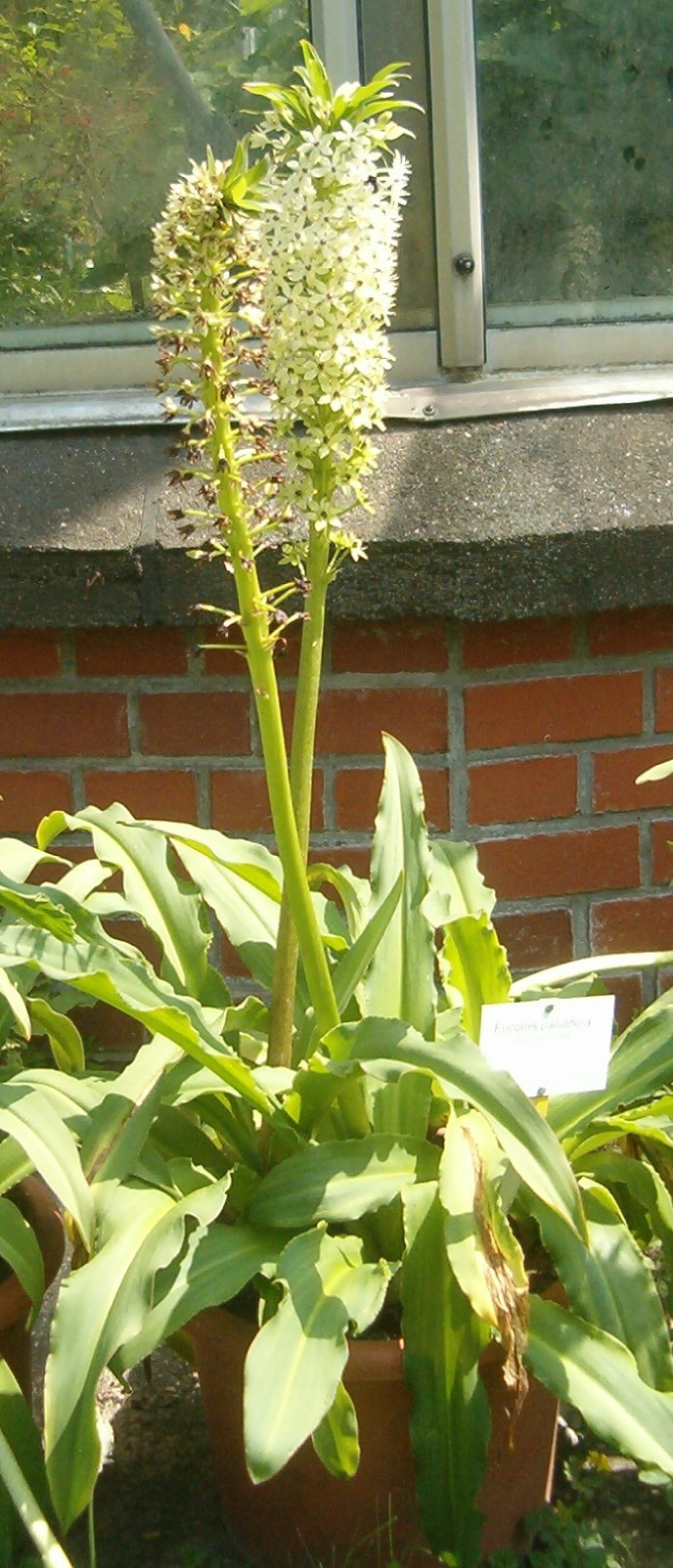
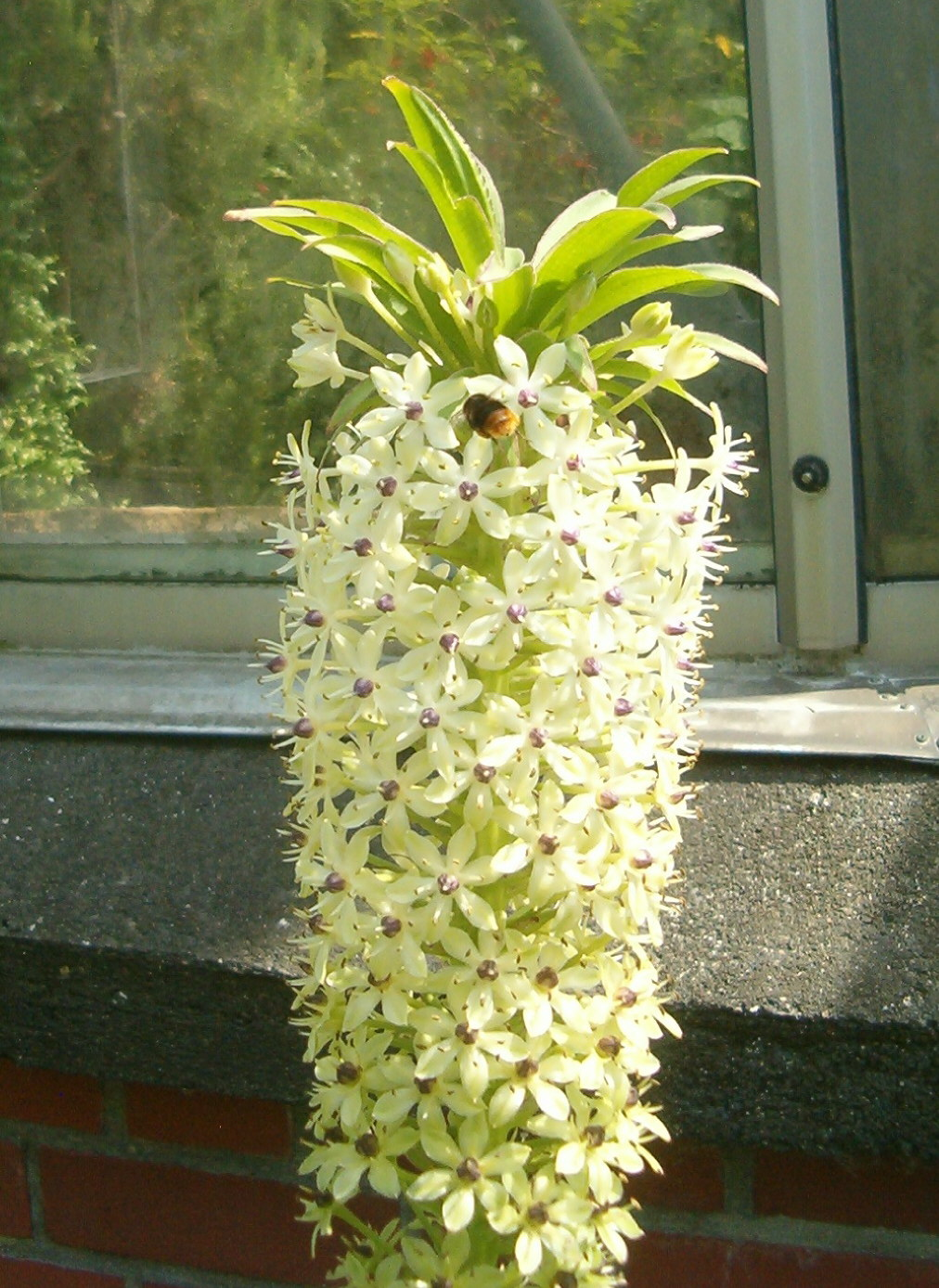
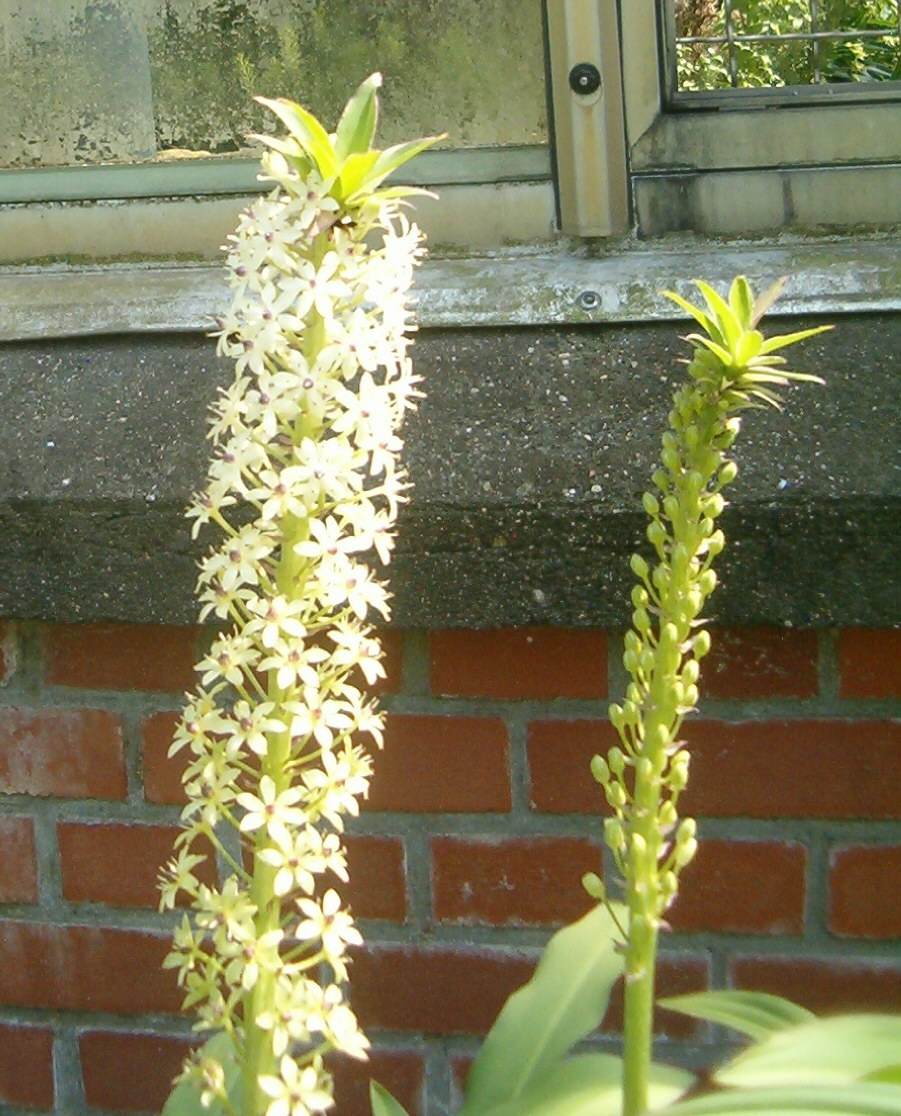
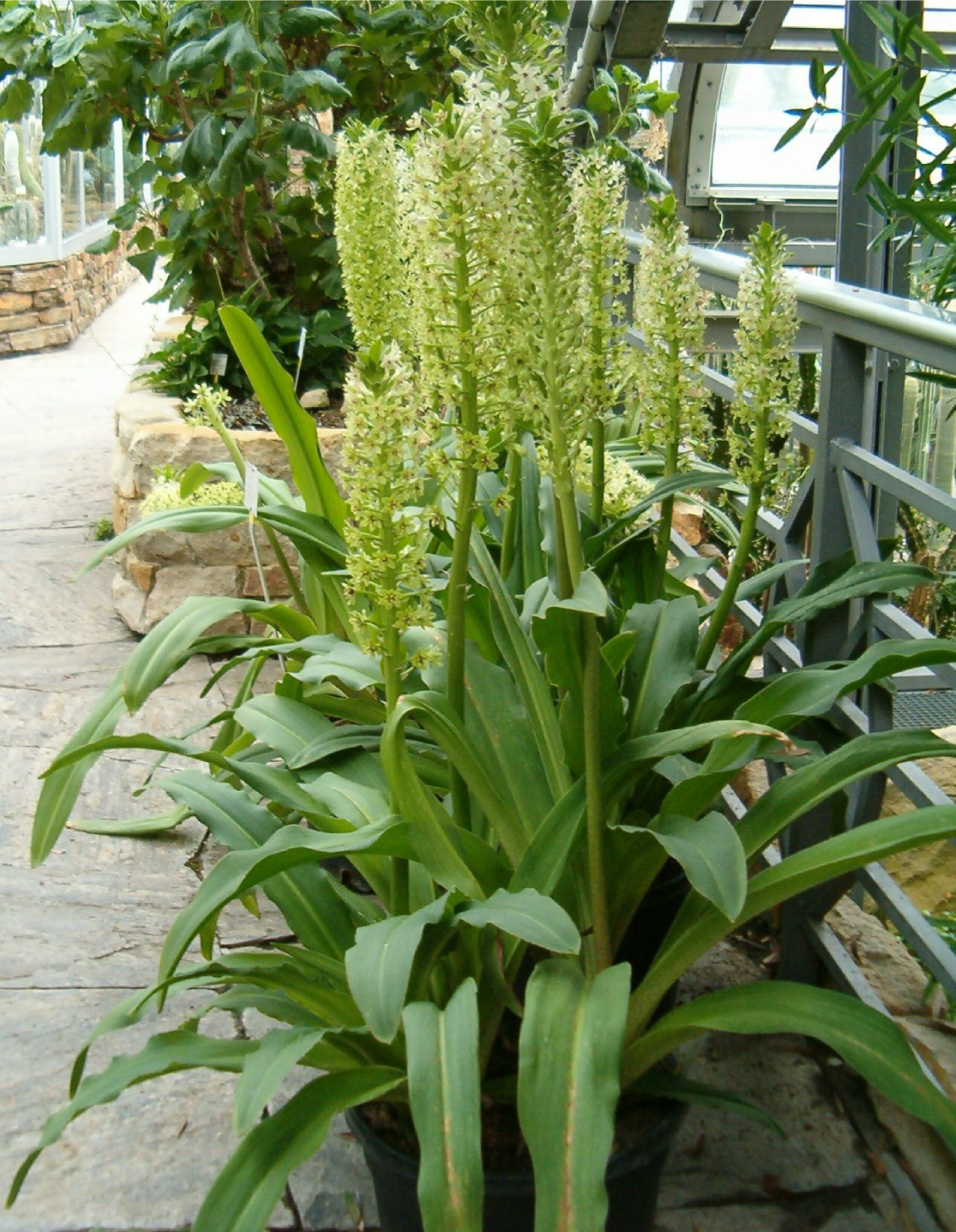

## Phân loài
- E. pallidiflora subsp. pallidiflora
- E. pallidiflora subsp. pole-evansii (N.E.Br.) Reyneke ex J.C.Manning